# Chiesa di San Rocco (Isera)
La chiesa di San Rocco, anche chiamata chiesa dei Santi Rocco, Fabiano e Sebastiano, è una chiesa sussidiaria di Folaso, frazione di Isera in Trentino. Fa parte della zona pastorale della Vallagarina dell'arcidiocesi di Trento e risale al XV secolo.

## Storia

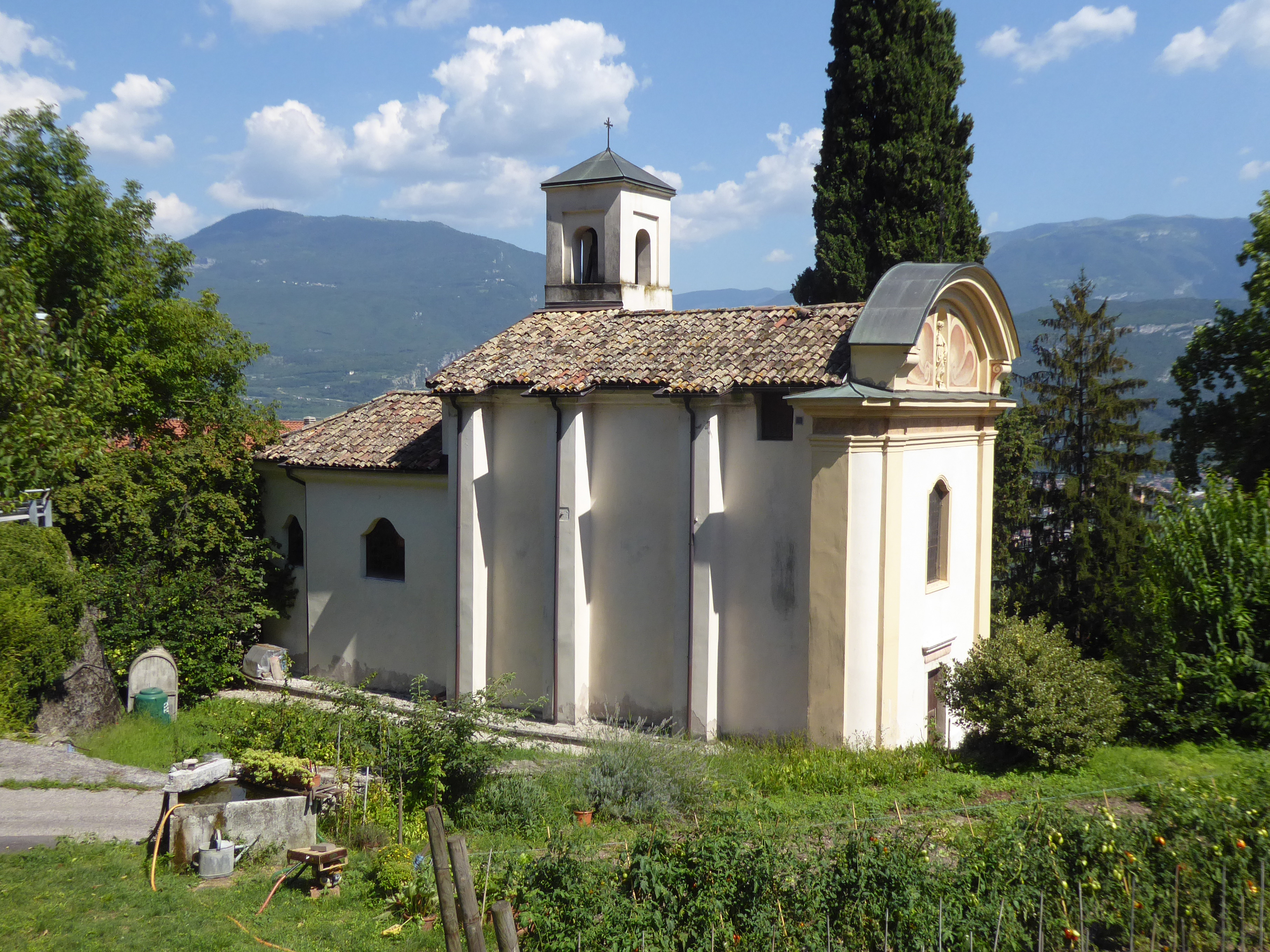
Chiesa di San Rocco, facciata e fianco laterale sinistro

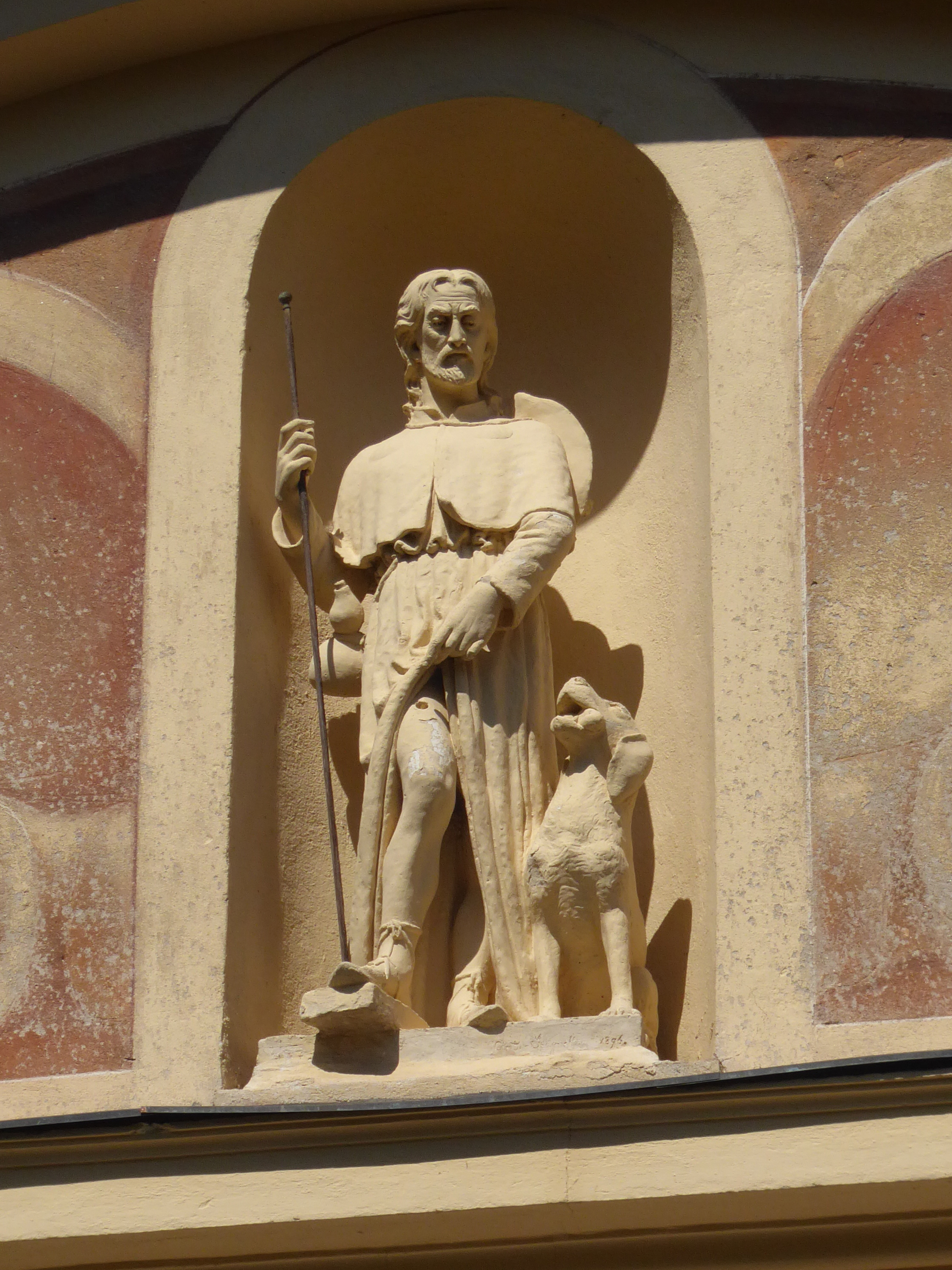
Statua che raffigura San Rocco sulla facciata

L'edificio venne eretto quasi certamente durante la prima metà del XV secolo poiché nel 1537, dagli atti relativi alla visita pastorale del cardinale e principe vescovo di Trento Bernardo Clesio, risultò la presenza di tale luogo di culto. La consacrazione fu celebrata il 6 maggio del 1562, e questo si desume da una pergamena che venne rinvenuta in una bottiglia che si trovava all'interno del demolito altare maggiore durante i restauri realizzati nel 1954.
Verso la fine del XVII secolo l'edificio fu oggetto di rilevanti lavori che alcune fonti ritengono tali da comportare prima la sua completa demolizione e poi la successiva ricostruzione. Dopo quella data in ogni caso la struttura risultò ampliata rispetto alla situazione precedente.
Dopo la metà del secolo successivo la chiesa venne ulteriormente ingrandita ed il prospetto principale ne risultò completamente rinnovato. Furono inoltre tinteggiati gli interni e atti visitali del 1768 testimoniano l'esistenza, prima di tali interventi, di dipinti sulle pareti con le croci riferite alle precedenti consacrazioni.
Nel secondo dopoguerra del XX secolo, durante gli anni quaranta e nel decennio successivo, vennero realizzati restauri a fini conservativi. Nelle fasi finali dei lavori furono trovate, oltre alla pergamena già citata, anche alcune reliquie conservate nell'altar maggiore. I restauri comportarono, oltre ad altri interventi, il rifacimento di parte delle vetrature ed un nuovo ciclo di arricchimenti decorativi che riguardarono le pareti interne e le volte sia della navata sia del presbiterio.
Nel 1975 il tempio fu oggetto di un furto sacrilego e vennero trafugati un reliquiario riportato alla luce solo un ventennio prima e due calici. Gli ultimi interventi, conclusi nel 1989, sono stati finalizzati al mantenimento conservativo e hanno riguardato la posa di alcune nuove vetrate.

## Descrizione

### Esterni
La facciata, eretta sul corpo di fabbrica anteriore e di maggiore volume, è racchiusa da coppie di lesene che ne arrotondano il profilo. Il frontone con andamento curvilineo racchiude nel fastigio la statua che raffigura San Rocco. Il portale è architravato ed è sormontato, nella parte mediana del prospetto, da una grande finestra. La torre campanaria si alza nella parte centrale della struttura e, lateralmente, si trova la piccola sagrestia.

### Interni
All'interno è presente una sola navata con volta a botte. La pavimentazione della zona absidale è leggermente rialzata e il suo sviluppo interno è più raccolto rispetto alla sala, esattamente come l'esterno dell'edificio fa intuire.